# Villa Elfvik
La villa Elfvik (en finnois : Villa Elfvikin luontotalo) est une villa construite dans le quartier Laajalahti de la ville d'Espoo en Finlande

## Histoire
La villa Elfvik est située sur le terroir de l'ancienne ferme de Bredvik. 
Le seigneur libre Emil Standertskjöld a acheté le domaine de Bredvik au conseiller de la cour Wilmer Dittmar en 1896. 
Emil était marié à Elvira Hallgren, la fille d'un marchand suédois. 
La famille comptait également deux filles nées dans les années 1890 : Lise et Thelma.
Les Standertskjöld ont acquis la ferme de Bredvik pour en faire leur résidence d'été. 
Le lieu a été nommé Elfvik d'après Elvira.
Pour la villa d'été, un plan a été tracé par l'architecte Waldemar Aspelin. 
Cependant, Emil mourut en 1900 avant que les plans d'Aspelin ne puissent être mis en œuvre.
Après la mort de son mari, Elvira a commandé de nouveaux plans de villa plus modestes à l'architecte Mauritz Gripenberg. 
Le style de construction de la villa conçue par Gripenberg est l'Art nouveau d'influence anglaise, qui est un style de construction rare en Finlande et a donc une valeur historique. 
Le bâtiment principal d'Elfvik a été achevé en 1904 et trois ans plus tard, Elvira et sa fille y ont emmenagé de façon permanente. De l'époque de la ferme de Bredvik, un sauna, un abri à voitures et une litière, un abri à bateaux, une grange et une écurie, ainsi qu'une cabane à traîneau ont été conservés.
A cette époque, la Villa Elfvik avait encore une vue imprenable sur la mer,  du salon, de l'atelier à l'étage et du parc. Entre la villa et la plage se trouvait une pelouse ouverte et entretenue. La jetée en pierre de la villa Elfvik était encore accessible en bateau à vapeur au début du XXe siècle, mais en raison de l'eutrophisation et de la montée des terres, la jetée de la baie Laajalahti s'est progressivement recouverte de roseaux.
Elvira est décédée en 1955 et Thelma l'année suivante.  Lise et Thelma avaient légué la propriété Elfvik à la Société de littérature suédoise en Finlande. 
Dans le testament, elles souhaitaient qu'une maison de repos ou de retraite pour acteurs et artistes suédophones soit établie dans le bâtiment principal d'Elfvik.
Le testament est entré en vigueur après la mort de Lise en 1974. Cependant, le bâtiment principal d'Elfvik était en si mauvais état, en raison d'erreurs de construction et de dégâts des eaux, que les autorités ne pouvaient pas approuver les activités de maison de repos et de retraite dans la villa. Cela n'a pas non plus été possible pour des raisons de sécurité incendie.
L'été 1981, l'État a acheté la Villa Elfvik. Il y a eu un débat sur la démolition de la villa, mais la démolition a été évitée lorsque la ville d'Espoo a acheté la villa Elfvik et le terrain de 2 500 m² environnant en 1985. La villa a été rénovée en respectant le style d'origine pour en faire un centre d'éducation à l'environnement. 
La maison de la nature de la Villa Elfvik a été ouverte au public lors de la Journée mondiale de l'environnement le 5 juin 1992. Les activités de l'école de la nature ont déjà commencé l'automne précédent.
La Maison de la Nature propose des informations sur la nature et l'environnement sous ses différentes formes. 
La villa Elfvik a des sentiers de caillebotis et une tour d'observation des oiseaux car elle se trouve à la limite nord de la réserve naturelle de Laajalahti.
La Villa Elfvik est située sur la rive de la baie Laajalahti, entre les centres de Leppävaara et de Tapiola. 
À proximité de la Villa Elfvik, il y a aussi un modèle de la planète Uranus, qui fait partie du modèle du système solaire de Pajamäki (fi). 
La planète est située sur un ancien belvédère. 
Les pierres de la fondation en granite de la maison de vacances ont été extraites de la carrière de granite proche de Villa Elfvik. 
Des vestiges de la carrière subsistent encore.

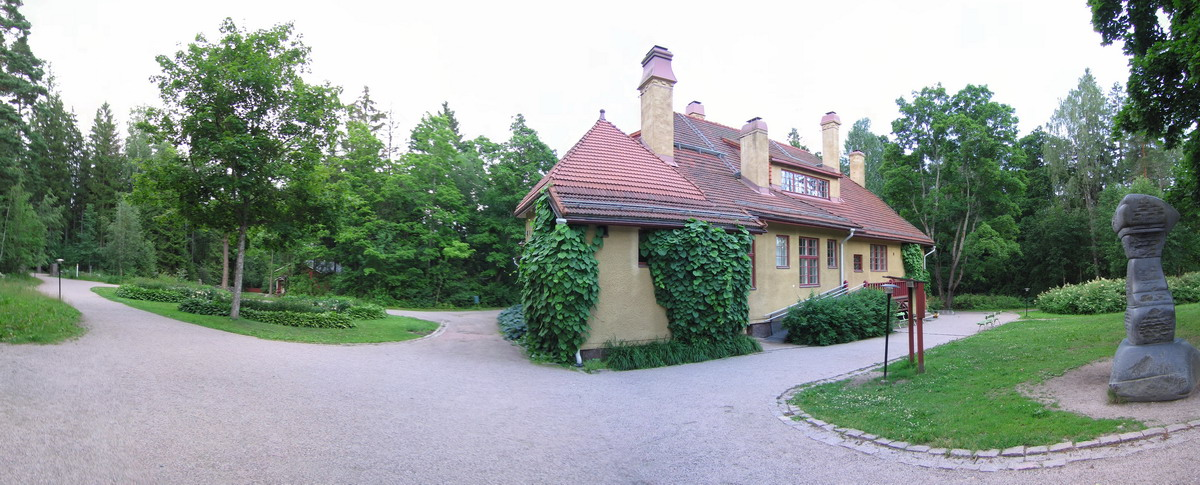
La villa Elfvik.

## Galerie

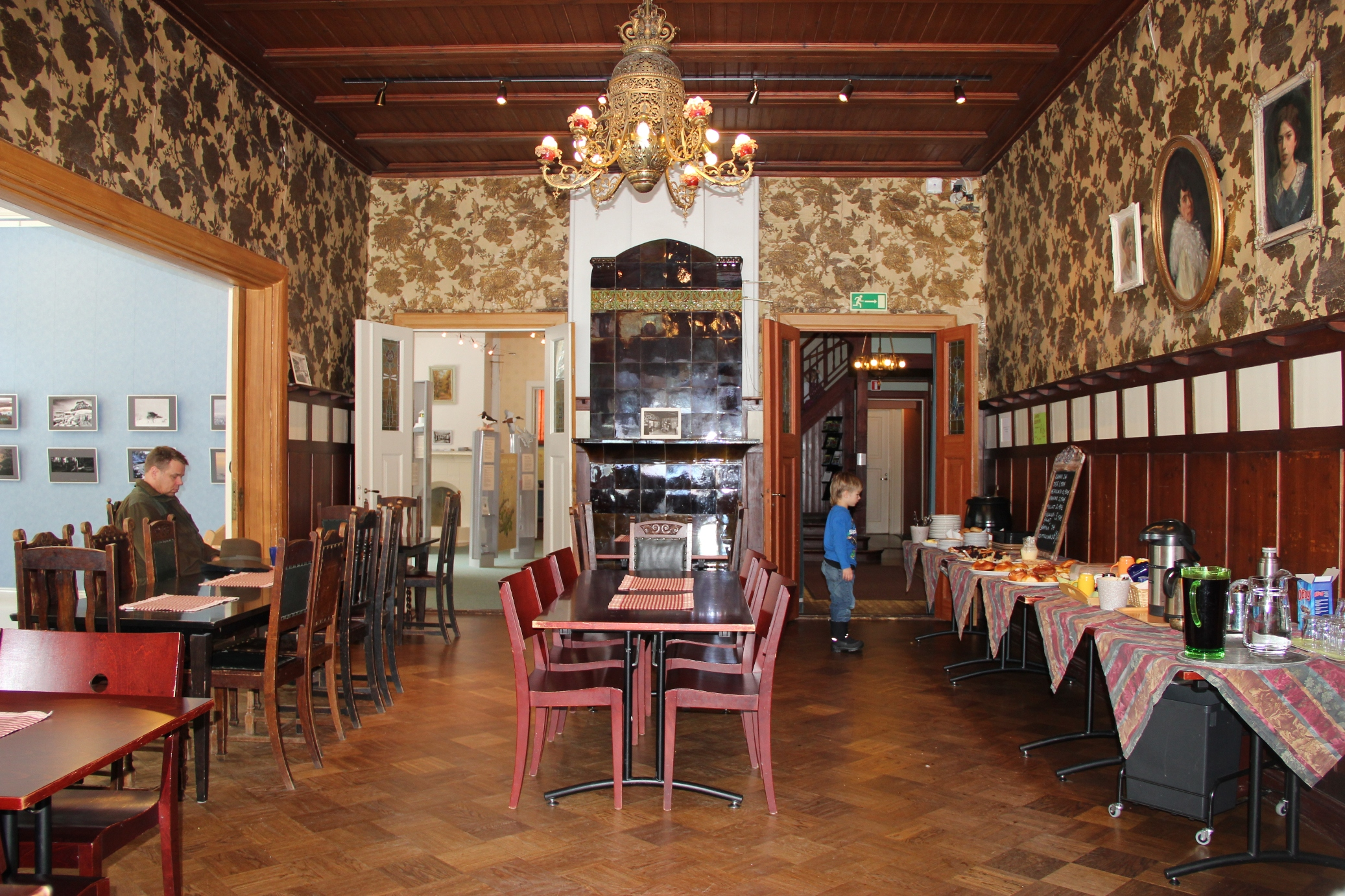
Café de la villa Elfvik.
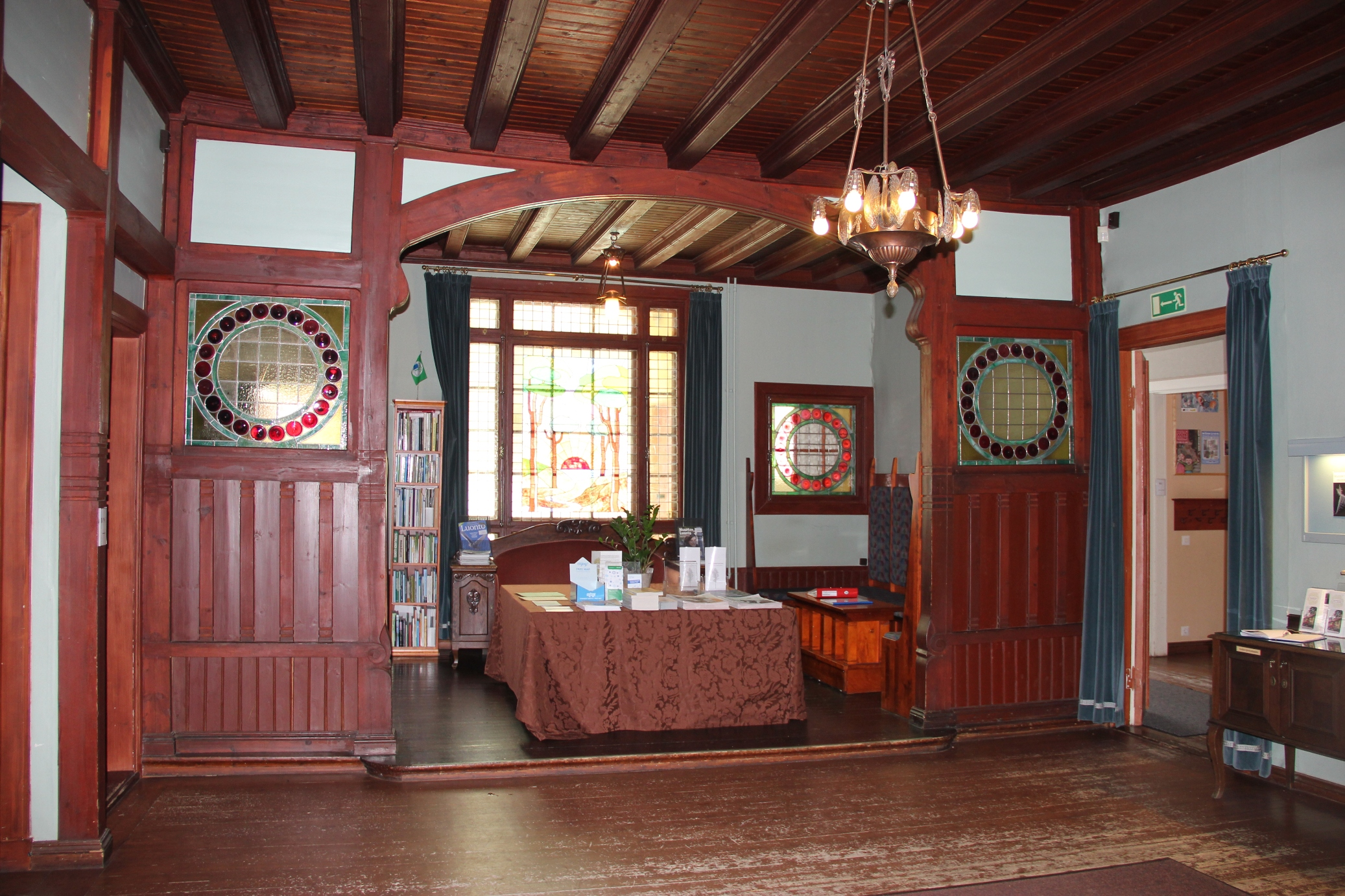
Intérieur de la villa Elfvik.
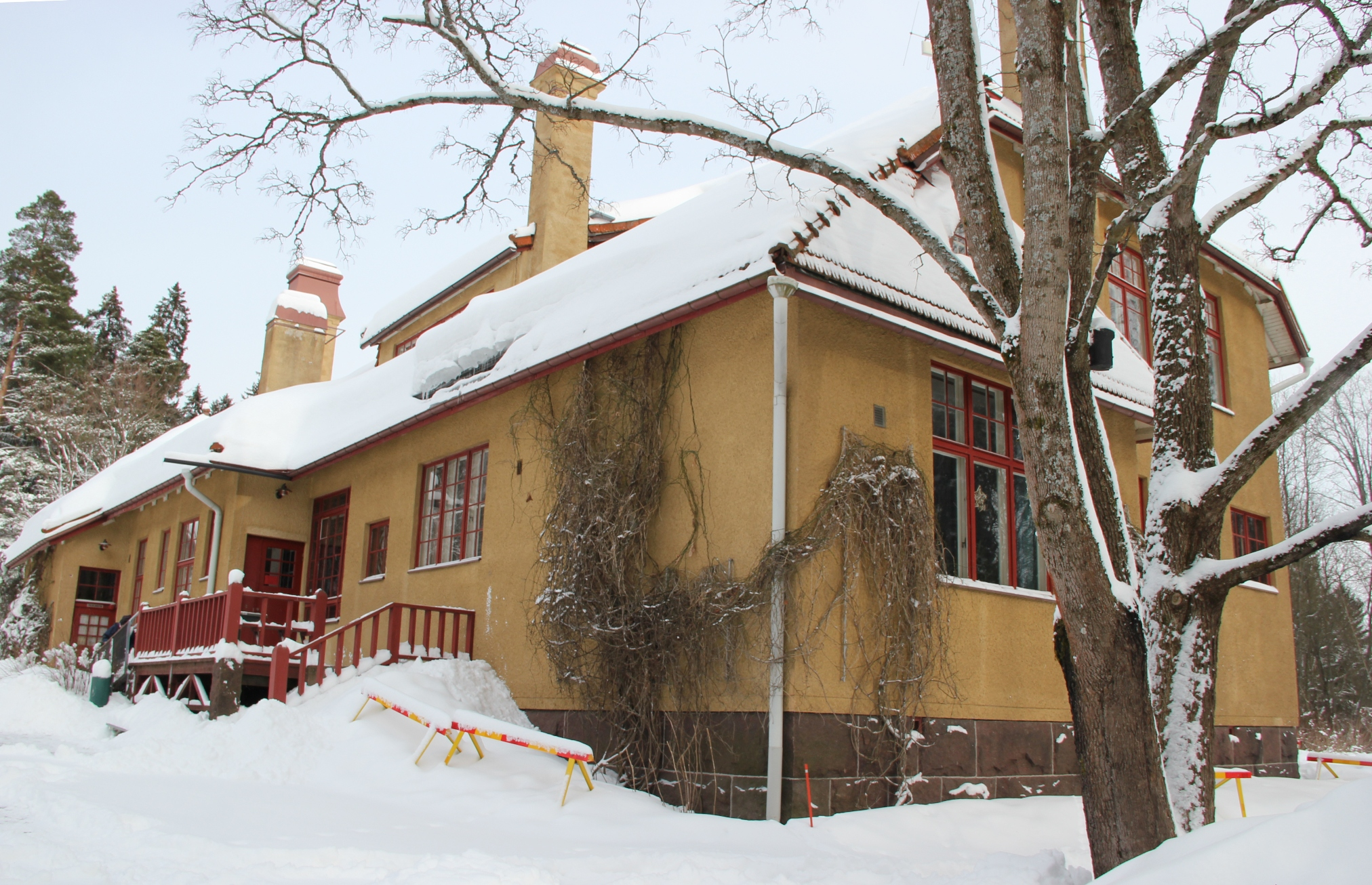
La villa Elfvik en hiver.